# تايلر باتريك جونز
تايلر باتريك جونز (بالإنجليزية: Tyler Patrick Jones)‏ (و. 1994  م) هو ممثل تلفزي، وممثل أفلام، وممثل، من الولايات المتحدة، ولد في كاليفورنيا.

## وصلات خارجية
- تايلر باتريك جونز على موقع IMDb (الإنجليزية)
- تايلر باتريك جونز على موقع ألو سيني (الفرنسية)
- تايلر باتريك جونز على موقع أول موفي (الإنجليزية)
- تايلر باتريك جونز على موقع قاعدة بيانات الأفلام السويدية (السويدية)
- تايلر باتريك جونز على موقع قاعدة بيانات الفيلم (الإنجليزية)
- تايلر باتريك جونز على موقع كينوبويسك (الروسية)